# Кекага (Гаваї)
Кекага (англ. Kekaha) — переписна місцевість (CDP) в США, в окрузі Кауаї штату Гаваї. Населення — 3715 осіб (2020).

## Географія
Кекага розташована за координатами 21°58′3″ пн. ш. 159°42′52″ зх. д. / 21.96750° пн. ш. 159.71444° зх. д. (21.967530, -159.714470).  За даними Бюро перепису населення США в 2010 році переписна місцевість мала площу 3,35 км², з яких 2,60 км² — суходіл та 0,75 км² — водойми.

### Клімат
Громада знаходиться у зоні, котра характеризується кліматом тропічних саван. Найтепліший місяць — серпень із середньою температурою 26.4 °C (79.6 °F). Найхолодніший місяць — січень, із середньою температурою 21.3 °С (70.4 °F).
| Клімат Кекаги           | Клімат Кекаги | Клімат Кекаги | Клімат Кекаги | Клімат Кекаги | Клімат Кекаги | Клімат Кекаги | Клімат Кекаги | Клімат Кекаги | Клімат Кекаги | Клімат Кекаги | Клімат Кекаги | Клімат Кекаги | Клімат Кекаги |
| Показник                | Січ.          | Лют.          | Бер.          | Квіт.         | Трав.         | Черв.         | Лип.          | Серп.         | Вер.          | Жовт.         | Лист.         | Груд.         | Рік           |
| Абсолютний максимум, °C | 30            | 31,1          | 31,7          | 32,8          | 34,4          | 34,4          | 34,4          | 35            | 35            | 33,3          | 32,2          | 31,7          | 35            |
| Середній максимум, °C   | 26,6          | 26,5          | 27,7          | 28,4          | 29,6          | 31,1          | 31,5          | 32,9          | 31,7          | 30,7          | 28,9          | 26,7          | 29,3          |
| Середня температура, °C | 21,3          | 21,5          | 22            | 22,3          | 23,7          | 25,6          | 25,9          | 26,4          | 25,9          | 25            | 23,7          | 22,2          | 23,8          |
| Середній мінімум, °C    | 16            | 16,4          | 16,3          | 16,1          | 17,9          | 20,1          | 20,2          | 20,1          | 20            | 19,3          | 18,6          | 17,7          | 18,2          |
| Абсолютний мінімум, °C  | 6,7           | 10            | 10            | 13,3          | 12,2          | 15            | 13,3          | 16,7          | 15,6          | 13,3          | 12,8          | 8,9           | 6,7           |
| Норма опадів, мм        | 103           | 56            | 52            | 28            | 24            | 8             | 12            | 17            | 21            | 55            | 71            | 105           | 554           |
| Днів з опадами          | 9             | 6             | 6             | 5             | 4             | 2             | 3             | 3             | 4             | 6             | 6             | 7             | 61            |
| ----------------------- | ------------- | ------------- | ------------- | ------------- | ------------- | ------------- | ------------- | ------------- | ------------- | ------------- | ------------- | ------------- | ------------- |
| Джерело: Weatherbase    |               |               |               |               |               |               |               |               |               |               |               |               |               |

## Демографія
Згідно з переписом 2010 року, у переписній місцевості мешкало 3537 осіб у 1165 домогосподарствах у складі 821 родини. Густота населення становила 1056 осіб/км².  Було 1286 помешкань (384/км²).
Расовий склад населення:
| - 31,5 % — азіатів - 18,6 % — білих - 15,7 % — вихідців з тихоокеанських островів - 0,6 % — чорних або афроамериканців - 0,2 % — корінних американців |

До двох чи більше рас належало 32,6 %. Частка іспаномовних становила 11,2 % від усіх жителів.
За віковим діапазоном населення розподілялося таким чином: 24,9 % — особи молодші 18 років, 59,2 % — особи у віці 18—64 років, 15,9 % — особи у віці 65 років та старші. Медіана віку мешканця становила 39,9 року. На 100 осіб жіночої статі у переписній місцевості припадало 100,2 чоловіків;  на 100 жінок у віці від 18 років та старших — 97,7 чоловіків також старших 18 років.
Середній дохід на одне домашнє господарство  становив 65 042 долари США (медіана — 55 833), а середній дохід на одну сім'ю — 76 496 доларів (медіана — 70 625). За межею бідності перебувало 5,4 % осіб, у тому числі 5,9 % дітей у віці до 18 років та 4,7 % осіб у віці 65 років та старших.
Цивільне працевлаштоване населення становило 1364 особи. Основні галузі зайнятості: мистецтво, розваги та відпочинок — 17,0 %, освіта, охорона здоров'я та соціальна допомога — 15,9 %, публічна адміністрація — 13,5 %, науковці, спеціалісти, менеджери — 12,7 %.